# Pavel Hejcman
Pavel Hejcman (23. března 1927, Praha – 17. července 2020) byl český spisovatel a politik, autor dobrodružných, historických a kriminálních příběhů.

## Životopis

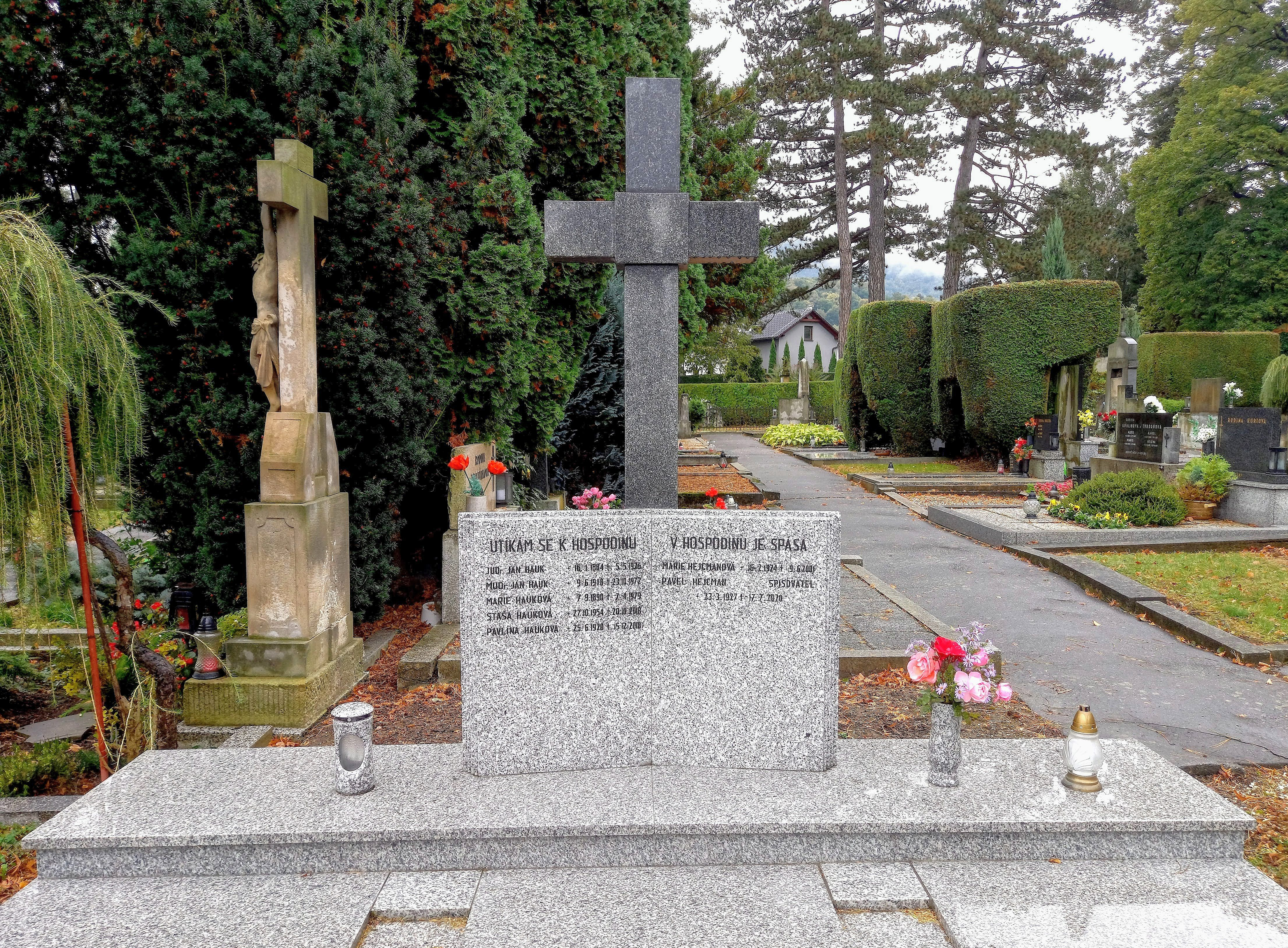
Hrob na hřbitově v Bystřici pod Hostýnem

Autor mnoha dobrodružných, historických a kriminálních příběhů. V minulosti tvrdě postihovaný a pronásledovaný za své demokratické postoje. Publikoval i pod řadou pseudonymů, aby unikl politické cenzuře. Pracoval jako novinář, spisovatel, psycholog a 20 let jako nádeník.
Jeho otec byl technickým poradcem a syn směřoval obdobnou cestou. Jak uvádí ve své autobiografické koláži Stébla ve vichřici byl roku 1942 vyloučen z gymnázia kvůli „nepřizpůsobivosti v jazyce německém“. Pracoval potom v ČKD. Roku 1945 se vyučil strojním zámečníkem a od téhož roku byl členem KSČ. V letech 1946–1950 studoval Vysokou školu politickou a sociální a pak se odstěhoval do Bystřice pod Hostýnem a stal se vedoucím osobního oddělení v TONu, nábytkářském podniku. Od roku 1955 tam byl vedoucím investorem, později podnikovým psychologem a roku 1960 založil podnikový časopis Naše práce, který deset roků redigoval, přičemž vydal řadu politicky angažovaných i špionážních detektivek. V roce 1970 byl vyloučen z KSČ.
V letech 1970–72 zkusil žít jako spisovatel z povolání a od roku 1972 pracoval jako frézař. 
Roku 1990 zastával po dvě volební období funkci starosty města Bystřice pod Hostýnem. Psal vedle detektivek i dobrodružné historické romány pro mládež odehrávající se hlavně na Moravě. Dále vytvořil nejméně čtrnáct rozhlasových her a filmových scénářů.
Zemřel 17. července 2020 a byl pohřben do rodinné hrobky v Bystřici pod Hostýnem.

## Ocenění
- 1. místo v celostátní autorské soutěži za historický román Roxelanin meč (1956–58)[3]

- Laureát ocenění Pro amicis musae v roce 2006.

## Dílo
- Roxelanin meč (1959) – historický román o osudech chudého moravského šlechtice Přemka Prusinovského z Víckova a na Bystřici
- Cesty knížecí (1960) – historický román o velkomoravském panovníkovi Svatoplukovi I., v roce 2018 vyšlo k jednadevadesátým narozeninám třetí vydání[4]
- Dílo rukou i ducha (1961)
- Nepřítel se vrací (1961) – detektivka
- Zanechte všech nadějí (1962) – detektivka (zfilmováno jako Zanechte všech nadějí 1964)
- Případ Anthrax (1963) – detektivka
- Zlatý solid (1964) – detektivka
- Anděl hraje na violu (1966, i film Smrt za oponou 1966) – detektivka[5]
- Dům za duhovou zdí (1967, i film Dům ztracených duší 1967) – detektivka z prostředí osamělé psychiatrické léčebny na Jesenicku
- Píseň Juditina (1969, špionážní thiller, v roce 1972 zfilmováno pod názvem Podezření)
- Hodina opožděných chodců (1969) – detektivka
- Moravská válka (1969) – historický román z třicetileté války, kdy Valaši hájili svoje hory. Hrdinou je Jan Adam z Víckova, z jehož hesla „Tandem bona causa triumphat“ vzniklo státní heslo „Pravda vítězí“.
- Vlna úzkosti (1970) – detektivka
- V těchto prchavých okamžicích (1971) – detektivka
- Doňa Teresa (1971)
- Kriminalistické povídky (1972 na pokračování v deníku Mladá fronta jako Pavel Dejl)
- Bariéra ticha (1975 jako Gustav Franc)
- Sbohem moře, sbohem oceány (1975, jako Gerard Fraineau s Gerardem Fráňou)
- Zlatá jáma (1999)
- Operace Charón (2001) – špionážní román
- Bambusová společnost (2002)
- Nebožtíkům věnce (2004) – příběh z pražské drogové scény s detektivní zápletkou
- Stébla ve vichřici (2008) – autobiografická koláž

### Pod pseudonymem
(pod jménem existujícího významného holešovského odbojového pracovníka a autora literatury faktu Miroslava Neumanna (3.6.1921–24.11.2009))
- Muž pro Maawakao (1976)
- Let osamělého ptáka (1979)
- Ocelová past (1982)
- Dědicové (1984)
- Had má královskou hlavu (1987)
- Královské fandango (1991)
- Dražba vdov (1995, už 1972 publikoval na pokračování v Květech pod pseudonymem Pavel Dejl)
- Operace Charón (2001)
- Bambusová společnost (2002)

Některé romány překládány do ruštiny, němčiny a japonštiny.